# Hadle Szklarskie (gromada)
Hadle Szklarskie – dawna gromada, czyli najmniejsza jednostka podziału terytorialnego Polskiej Rzeczypospolitej Ludowej w latach 1954–1972.
Gromady, z gromadzkimi radami narodowymi (GRN) jako organami władzy najniższego stopnia na wsi, funkcjonowały od reformy reorganizującej administrację wiejską przeprowadzonej jesienią 1954 do momentu ich zniesienia z dniem 1 stycznia 1973, tym samym wypierając organizację gminną w latach 1954–1972.
Gromadę Hadle Szklarskie z siedzibą GRN w Hadlach Szklarskich utworzono – jako jedną z 8759 gromad na obszarze Polski – w powiecie przeworskim w woj. rzeszowskim na mocy uchwały nr 31/54 WRN w Rzeszowie z dnia 5 października 1954. W skład jednostki weszły obszary dotychczasowych gromad Widaczów, Hadle Kańczuckie i Hucisko Jawornickie ze zniesionej gminy Manasterz w powiecie przeworskim oraz obszar dotychczasowej gromady Hadle Szklarskie ze zniesionej gminy Hyżne w powiecie rzeszowskim w tymże województwie. Dla gromady ustalono 27 członków gromadzkiej rady narodowej.
Gromada przetrwała do końca 1972 roku, czyli do kolejnej reformy gminnej.